# Siniluodonlahti
Siniluodonlahti är en sjö i kommunen Brahestad i landskapet Norra Österbotten i Finland. Sjön ligger 1 meter över havet. Arean är 82 hektar och strandlinjen är 11,76 kilometer lång. Sjön  ingår i Egentliga Bottenvikens avrinningsområde.   Den ligger omkring 66 kilometer sydväst om Uleåborg och omkring 490 kilometer norr om Helsingfors. 
I sjön finns öarna Kuuttikivi och Pölhö. Norr om Siniluodonlahti ligger Siniluoto. 